# السعي للعدالة
السعي للعدالة: الطب والفقه والسياسة في مصر الحديثة  كتاب للمؤلف خالد فهمي صدر عام 2022 عن دار الشروق في 540 صفحة. صدر الكتاب باللغة الإنجليزية في 2018 ثم ظهرت الترجمة العربية 2022. ويقدم الكتاب مدخلا جديدا لدراسة تاريخ الدولة المصرية الحديثة عن طريق تتبع التطورات التي شهدها الطب والقانون في القرن التاسع عشر. واعتمادا على السجلات الوفيرة المحفوظة في دار الوثائق القومية بالقاهرة، يعرض الكتاب للأساليب التي استحدثتها الدولة المصرية للتحكم في أجساد رعاياها، كما يعرض للأساليب العديدة التي اتبعها الأهالي للتحايل على تلك السياسات أو لاستخدامها سعيا منهم للعدالة.
حاز خالد فهمي عن كتاب «السعي للعدالة» عام 2019 على «جائزة بيتر جونفيل ستاين 2019 Peter Gonville Stein Book Prize» التي تمنحها «الجمعية الأمريكية لتاريخ القانون ASLH American Society for Legal History» لأحسن كتاب بالإنجليزية في تاريخ القانون (خارج الولايات المتحدة). كما منحته جمعية التاريخ الاجتماعي في بريطانيا جائزتها لأفضل كتاب هذا العام. وقالت جمعية التاريخ الاجتماعي في مسوغات منح الجائزة: «أبدت لجنة التحكيم إعجابا حقيقيا بكتاب فهمي، ومصادره الثرية، والتصوير الجذاب لكل من المسار الرئيسي للتاريخ وتجارب الناس العاديين. واتفق أعضاء اللجنة على أن أي قارئ سيتعلم الكثير من هذا الكتاب.»
صدر للكتاب أربعة طبعات أخرى باللغة الإنجليزية: In Quest of Justice: Islamic Law and Forensic Medicine in Modern Egypt 
- بحثًا عن العدالة: الشريعة الإسلامية والطب الشرعي في مصر الحديثة. صدرت 13 نوفمبر 2018 عن مطبعة جامعة كاليفورنيا في 408 صفحة وغلاف من الورق المقوى.
- طبعة (إصدار حصري) تحت نفس العنوان في 13 نوفمبر 2018 عن مطبعة جامعة كاليفورنيا في 392 صفحة.
- طبعة (كتاب الكتروني) تحت نفس العنوان في 13 نوفمبر 2018 عن مطبعة جامعة كاليفورنيا في 408 صفحة.
- طبعة تصدر تحت نفس العنوان في 7 فبراير 2023 عن مطبعة جامعة كاليفورنيا في 408 صفحة في غلاف ورقي.

In Quest of Justice: Islamic Law and Forensic Medicine in Modern Egypt 2018

خالد فهمي: درس الاقتصاد والعلوم السياسية في الجامعة الأمريكية بالقاهرة، قبل أن ينال الدكتوراه في التاريخ من جامعة أوكسفورد. عمل في جامعات برنستون، ثم نيويورك، ثم كولومبيا، ثم هارفارد. وحين تشر هذا الكتاب كان أستاذ كرسي السلطان قابوس بن سعيد للدراسات العربية الحديثة في جامعة كامبريدج.

## محتوى الكتاب
شكر وعرفان
نبذة عن المصادر
المقدمة
الفصل الأول: الطب والتنوير والإسلام
الفصل الثاني: السياسة، القانون المنسي
الفصل الثالث: الأنف تروي قصة مدينة
الفصل الرابع: الحسبة والسوق والكيمياء الجنائية
الفصل الخامس: عدالة بدون ألم
الملاحق
ثبت المصادر والمراجع 

## ملخص الكتاب
يتناول الكتاب في فصوله الخمســة، مراحل تأسيس الخدمة الطبية وسياسات الصحة العامة من تشريح وتطبيق للحجر الصحي وتطعيم ضد الجدري، والأساليب التي طبقت بها الشريعة في المحاكم الشرعية ومجالس السياسة، وسياسات تخطيط المدن، ودور الحسبة في الرقابة على الأسواق، إضافة إلى السياسـة العقابية بما تشمله من قصاص وسجن وتعذيب. وباتخاذه الجسد البشري وحدة للتحليل، يقدم السعي للعدالة تصورًا شاملًا للطريقة التي تأسست بها حداثة مصرية مميزة في القرن التاسع عشر.

## المقدمة
في متحف لتاريخ الطب في القاهرة توجد لوحة غريبة لا تحمل توقيعًا، بجوارها بطاقة بهتت حروفها توضح أن اللوحة تصور أول درس للتشريح التعليمي في تاريخ مصر. وقع ذلك الحدث الفاصل في عام 1827 في مدرسة الطب التي كانت قد أنشئت في «أبو زعبل» شمال شرقي القاهرة. تصور اللوحة جثة ذكر أسود مسجاة على منضدة تشريح تتوسط مدرجًا كبيرًا نصف دائري كتبت على جدرانه بخط عربي واضح أسماء أطباء إغريق ومسلمين مثل جالينوس وجابر بن حيان وأبوقراط وابن البيطار وغيرهم. بجوار منضدة التشريح يقف طبيب معمم مرتديًا ملابس شرقية، يشير بيد إلى الجثة وباليد الأخرى إلى هيكل عظمي معلق بجواره وكأنه يشرح البنيان الداخلي لجسم الإنسان. وفي الخلفية يجلس ما يقارب المائة من الطلاب المعممين مثله مصغين بانتباه لدرس التشريح. وتحيط بمنضدة التشريح مجموعة من المشايخ في حالة من التركيز والاهتمام العميق ويبدو أحدهم منحنيًا فوق الجثة، ويقف ضابط عند قدمي الجثمان بينما يقف جندي مسلح حارساً على مدخل القاعة.
اللوحة، مثلها مثل الحدث الذي تخلده، فريدة من نوعها، ويصعب كثيرًا وضعها في سياق تاريخ الفن بشكل ييسر فهم ما قصده الرسام منها. فبرغم أن الكتابات الطبية العربية التقليدية تزخر بمخطوطات تتضمن رسوما تشريحية توضيحية فإن تلك الرسوم التوضيحية لا تمثل إشارة إلى دروس تشريح تمت بالفعل، وإنما "مجرد توضيح بياني للتكوين الإنساني، يمكن أن يستخدم كأداة تساعد طالب الطب على الحفظ برغم أنها قد لا تقدم تمثيلا دقيقا للهيكل الإنساني ذاته"، يتابع الكتاب ويقول: "ولكي يحصل على جثث تصلح للتشريح، تمكن الطبيب الفرنسي من التواصل مع ضباط في الجيش الذين زودوه بجثث "زنوج وثنيين" كانوا قد استجلبوا من السودان بغرض التجنيد، ولكنهم سقطوا صرعى بأعداد كبيرة. بعد أن نجح كلوت بك في كسب ود المشايخ والحصول على جثث تصلح للتشريح، كان عليه أن يواجه عداء طلبته أنفسهم. كتب كلوت بك في مذكراته أن واحدًا من طلبته اقترب منه حاملا في يده رسالة. وحالما بدأ في قراءتها هاجمه الطالب بسكين. كرد فعل غريزي، رفع كلوت بك ذراعه اليمنى فتلقى فيها جرحًا غائرًا. على الفور تمت السيطرة على المهاجم ونزع منه سلاحه؛ وأصدر كلوت بك أمره باحتجازه. وخلال التحقيق اللاحق وقف الطلاب الذين نزعوا سلاح المهاجم وقفة رجل واحد مؤيدين سرد زميلهم للأحداث بعد أن اقتنعوا بأنه "لا يجوز أن يؤخذ مؤمن بدم كلب مسيحي" وبعد ثماني ساعات من الاحتجاز. تم الإفراج عن المعتدي واستعاد حريته دون خوف من أي عواقب. أثارت هذه النتيجة إحباطا عميقا لدى كلوت بك الذي كتب: "أعترف أن حالة من القنوط العميق قد تملكتني منذ اللحظة التي طعنني فيها ذلك المهووس. لقد ضحيت بحياتي، وضحيت بسلام روحي في محاولة لقهر تعصب الشعب ولشحذ ذكائه ولتعريفهم بمنافع الحضارة، وكان جزائي هو التجاهل إن لم نقل الكراهية المطلقة. لقد كسرت هذه الفكرة روحي"
بعد تهدئة القنصل الفرنسي في مصر جان فرانسوا ميمو لمخاطره، عدل كلوت بك عن الاستقالة؛ بل أصبح أقوى التزامًا بالاستمرار في المهمة التي رسمها لنفسه في مصر. ونجح، بفضل مثابرته وعمله الشاق، في التغلب على تقديس طلابه الكامل لأرسطو. ونجح أيضًا في قهر تعصبهم، ومعارضتهم الراسخة للتشريح التعليمي وفي نهاية المطاف توقفوا عن رؤيتهم للتشريح التعليمي باعتباره تدنيسًا للجسد."  

## نقد وتعليقات
كتب شادي لويس على موقع المدن بتاريخ 9 مارس 2019 متحدثاً عن المؤرخ خالد فهمي: "يرى أن مفهوم الطب الإمبريالي، غير صالح للتطبيق في مصر بالأساس. فالطب الغربي بحسبه لم يُفرض في مصر، من قبل قوى غربية خارجية ولا من قبل إدارة استعمارية، بل كان جزءاً من مشروع محمد علي الطموح لبناء جيش قوي لتوطيد حكم أسرته. وفي سبيل تدعيم فكرته، فإن فهمي، ومع اتفاقه مع الكثير من أطروحات تيموثي ميتشيل، المتعلقة بتأسيس الدولة الحديثة في مصر، فإنه يعارض لفظة “الاستعمار” في عنوان كتاب ميتشيل المرجعي "استعمار مصر". هكذا يرفض فهمي قراءة التاريخ المصري الحديث بعين "ما بعد كولونيالية"، يتابع الكاتب قائلاً: "في السياق نفسه، وفي موضع آخر في كتابه، يرفض فهمي إمكانية تطبيق مفهوم "المدينة الكولونيالية" على قاهرة إسماعيل باشا، أو "باريس على النيل"، مفنداً المقاربة بينها وبين مدن المغرب العربي، تحت الاستعمار الأوروبي. فالمدينة الكولونيالية المنقسمة إثنياً، بين القسم الأوروبي، والقسم الشعبي "المدينة العربية"، تبدو مختلفة تماماً عن القاهرة، التي وإن كانت منقسمة أيضاً، لكن على خطوط الطبقة الاجتماعية."
كتب محمود الورداني على موقع مدى مصر في 19 سبتمبر 2022: «ينطلق الكتاب من حدث يعتبره د.فهمي» فاصل«، وهو انعقاد أول درس تشريح في مدرسة الطب، التي كانت قد أنشئت في أبي زعبل شرق القاهرة»، يواصل الكاتب: «على مدى الفصول الخمسة التي يضمها هذا المجلد الثري، فإن السعي للعدالة، أي النظام السياسي والاجتماعي وجملة القوانين والتشريعات والأوامر الإدارية التي رافقت بناء الدولة الجديدة، دولة محمد علي وأبنائه..هذا النظام هو موضوع الكتاب ولحمته وسداه. وليست مصادفة أبدًا اعتماد الكتاب على وثائق محفوظة في دار الوثائق التي تبيّن بالتفصيل كيف تم تطبيق الشريعة مثلًا، وهذه نقطة بالغة الأهمية، وربما كانت هي أهم إضافة في مشروع فهمي، حيث يطرح بالتفصيل، وعلى نحو لم يحدث من قبل، ما يسمى بمجالس السياسة التي أغفلها الكثيرون أو تعاملوا معها بسطحية ودون اهتمام.»
نشرت صحيفة اليوم السابع في 22 يونيو 2020: «في مقابلة معه عبر الإنترنت نشرها موقع جمعية التاريخ الاجتماعي أبدى فهمي (56 عاما) سعادته بالفوز بالجائزة، وقال إن شغفه بتاريخ الطب في مصر وأثره على الحياة الاجتماعية بدأ من خلال قراءاته الكثيرة عن هذا الموضوع أثناء إعداده لبعض مؤلفاته السابقة خاصة كتاب (كل رجال الباشا.. محمد علي وجيشه وبناء مصر الحديثة) وأضاف أنه وصل إلى قناعة بأن الطب يمكن أن يساعد على التأريخ لبناء مصر الحديثة في القرن التاسع عشر فقضى وقتا طويلا في الاطلاع على الوثائق التاريخية والمراجع والدوريات التي ساعدته في تأليف الكتاب واستفاد كثيرا من تقارير الطب الشرعي المرفقة بسجلات الشرطة ضمن قضايا القتل والاعتداء والتي كانت مثيرة للدهشة ودقيقة للغاية.»
كتب معاذ لافي على موقع المنصة في 29 سبتمبر 2022: «في الكتاب الجديد» السعي إلى العدالة«، الذي يحمل عنوانًا واسع الدلالة، يختبر صاحب» كل رجال الباشا" سؤالًا عن مدى قدرة التاريخ الطبي للمصريين، على تقديم صورة عن سلوكهم الفردي/ الجمعي في السعي من عدمه إلى تحقيق العدالة، عبر منهجية جديدة تؤسس لدراسة التاريخ من خلال الروايات الشخصية للناس أنفسهم من دون وساطة أو تأويل، اعتمادًا على المادة الأرشيفية الضخمة من الوثائق الطبية للمصريين في القرن التاسع عشر."

## وصلات خارجية
https://www.goodreads.com/book/show/61413486 السعي للعدالة
https://www.goodreads.com/work/editions/60926820 السعي للعدالة
https://www.youtube.com/watch?v=3u-fQr9_BzQ السعي للعدالة